# 箭環蝶
箭環蝶（Stichophthalma howqua）又稱劍環蛺蝶、環紋蝶、環蝶，是箭環蝶屬的模式種。

## 描述
本種為大型環蝶，略具雌雄二型性，體色以橙黃至赭黃為主。
雄蝶頭部赭黃，觸角黑褐色、內側裸露，下唇鬚前伸，背面黑褐色、腹面乳白色。胸背赭褐，腹面乳黃，足乳黃，前足跗節癒合、刺狀具毛。腹部背赭褐、腹面赭黃。前翅近三角形，前緣略凸、外緣直，後翅扇形略呈波狀。翅背面底色橙黃至赭黃，前翅外側略淺，翅端有黑褐色斑，翅緣有一列黑褐色箭形紋；後翅近基部具橙色橢圓斑與性標。翅腹面乳黃至橙黃，中央有一列鮮明赭褐眼狀斑，前、後翅內側有黑邊寬帶，亞外緣有兩道黑褐細帶，臀區有黑褐斑。前翅中室末端有黑褐色短紋。
雌蝶外型與雄蝶相似，但翅腹面底色較淺，斑紋較大、色彩較淡，中央褐帶更鮮明，無性標，前足跗節分節、無毛。緣毛橙黃或褐色。

## 分布
本種分布於中國華東、華西、中南半島、台灣。

## 生態習性
棲息於常綠闊葉林，一年一代，成蝶於春末至夏季活動，飛行姿態優雅緩慢，喜吸食腐果與樹液，常見於林緣、林間及竹林內。雌蝶將卵聚產於葉背，幼蟲以棕櫚科的黃藤、禾本科的芒草、蓬萊竹為食。。

## 亞種
- S. h. howqua  Westwood, 1851（上海）
- S. h. iapetus Brooks, 1949 （南越南）
- S. h. tonkiniana Fruhstorfer, 1901 （北越南）
- S. h. formosana Fruhstorfer, 1908 （台灣）
- S. h. miyana Fruhstorfer, 1913 （廣東）
- S. h. suffusa Leech, 1892 （四川、福建）
- S. h. bowringi Chun, 1929 （海南島）

## 圖片

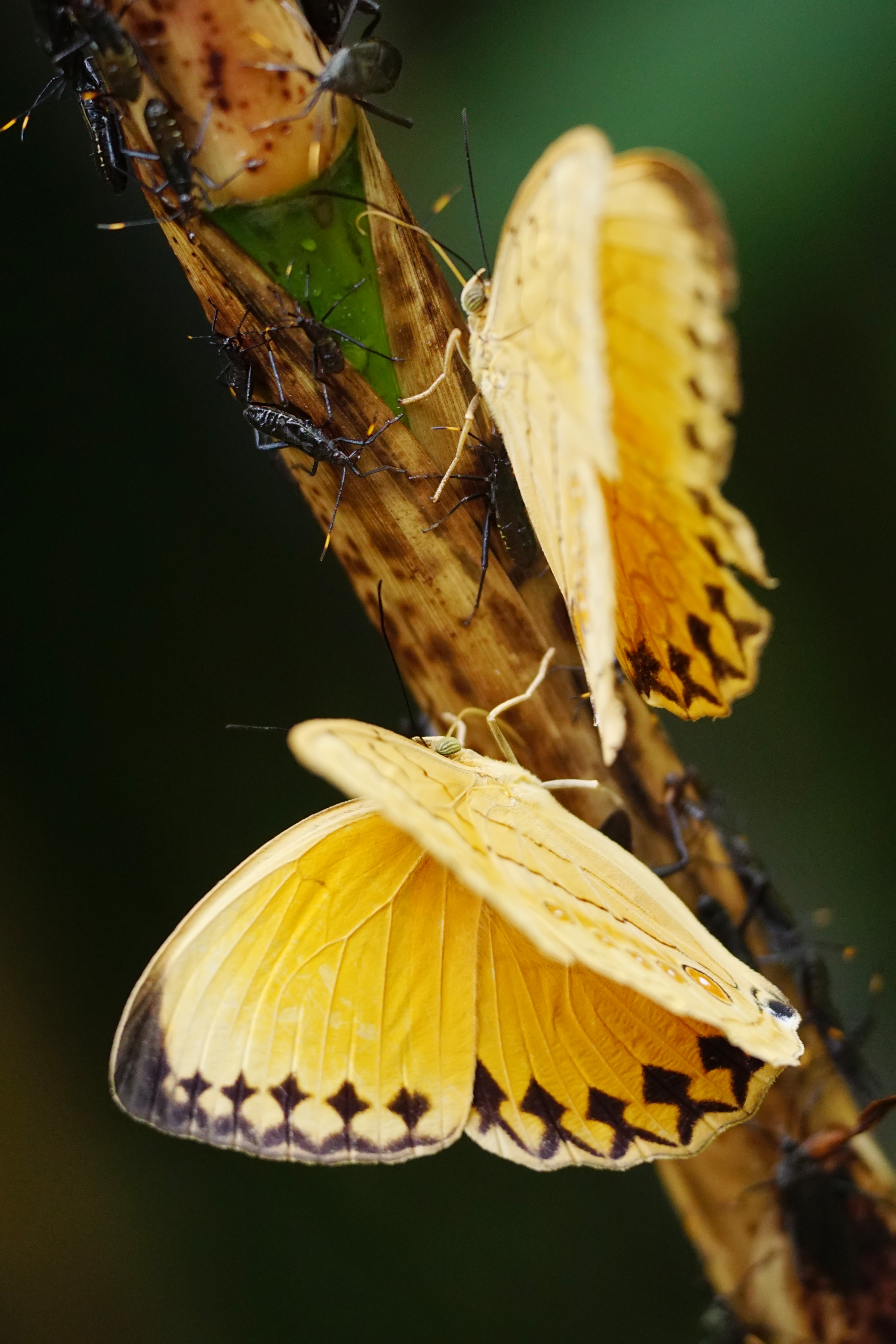
背面有箭型紋路, 台灣
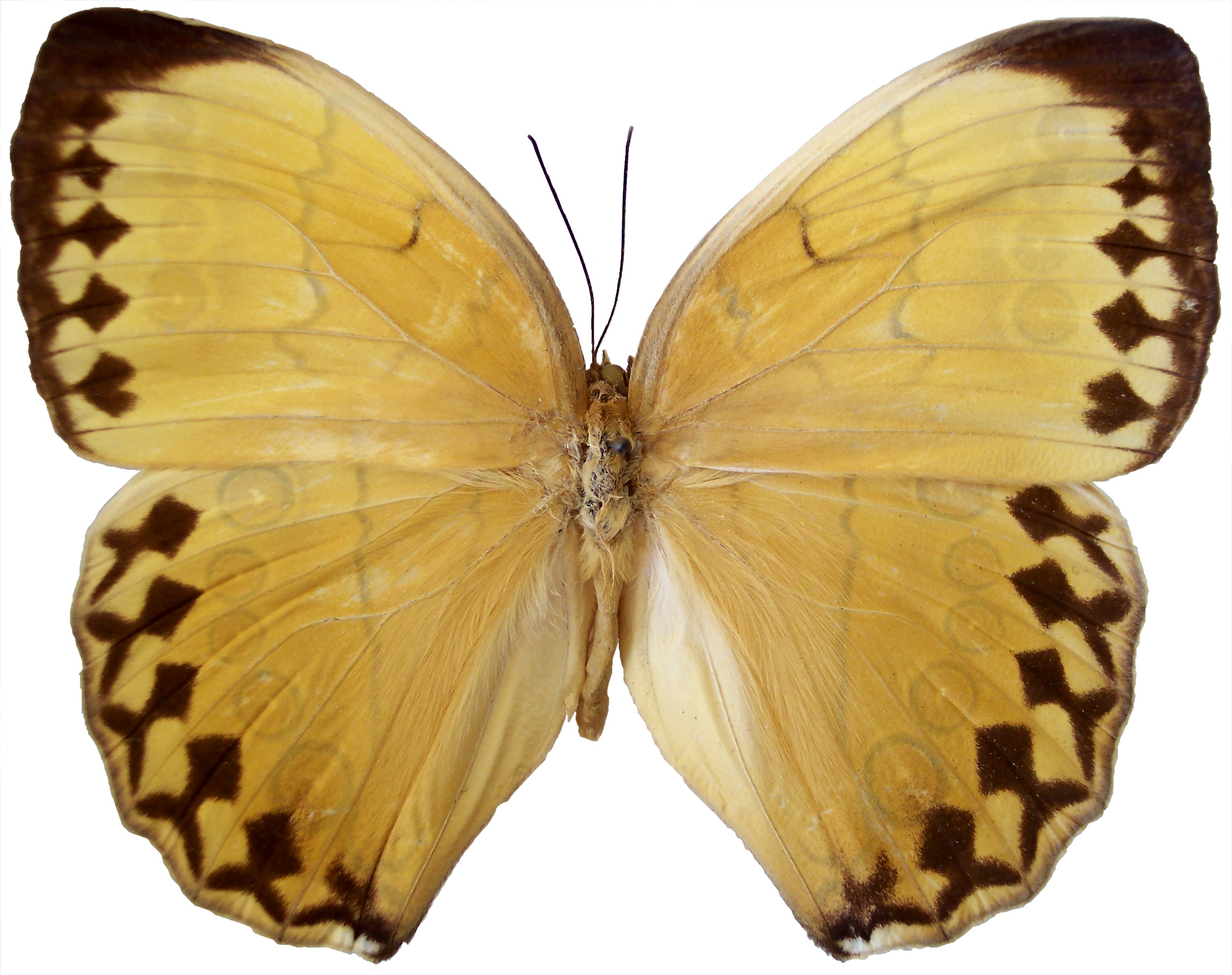
S. h. formosana 雄 - 背視圖 - 台灣
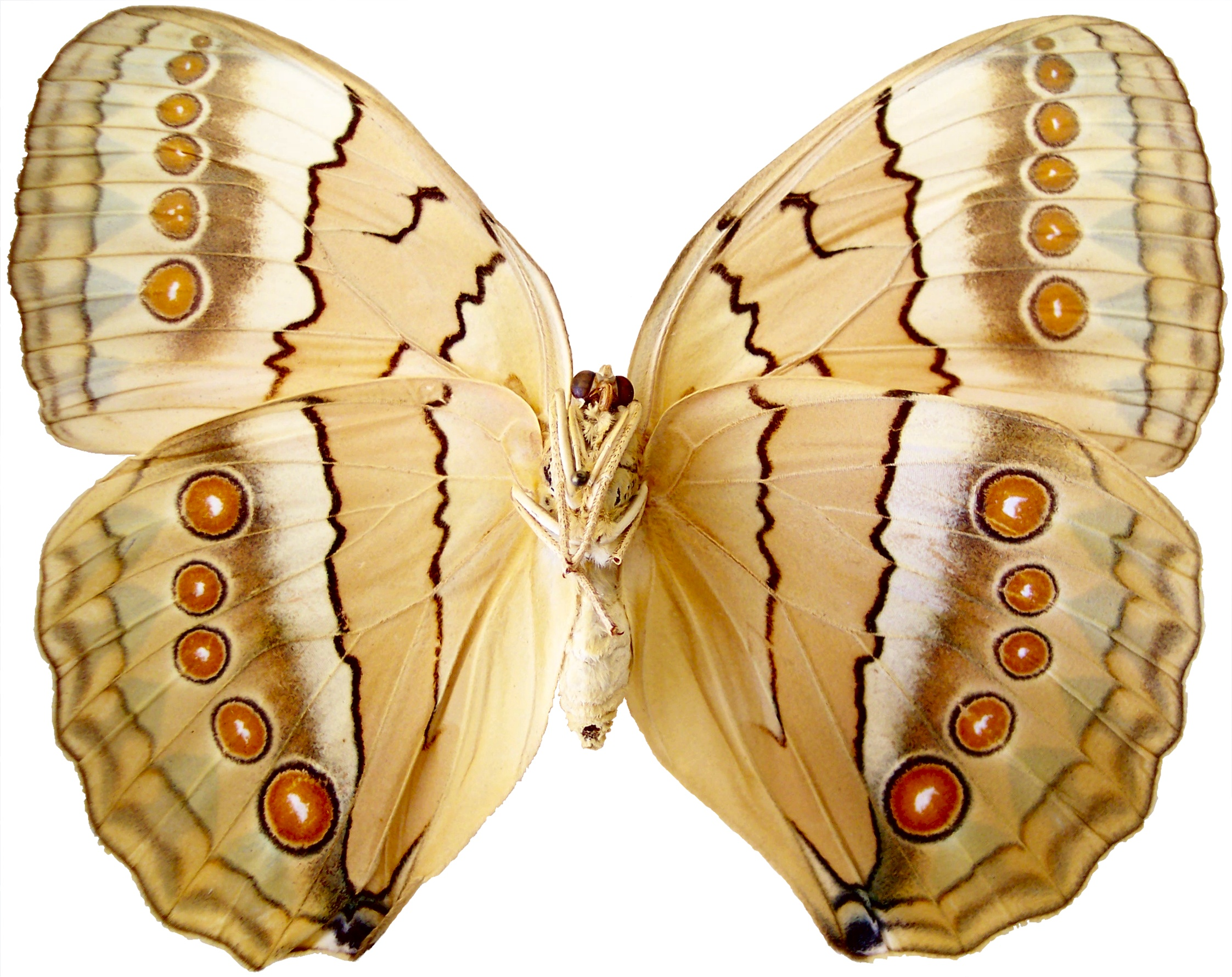
S. h. formosana 雌 - 腹視圖 - 台灣
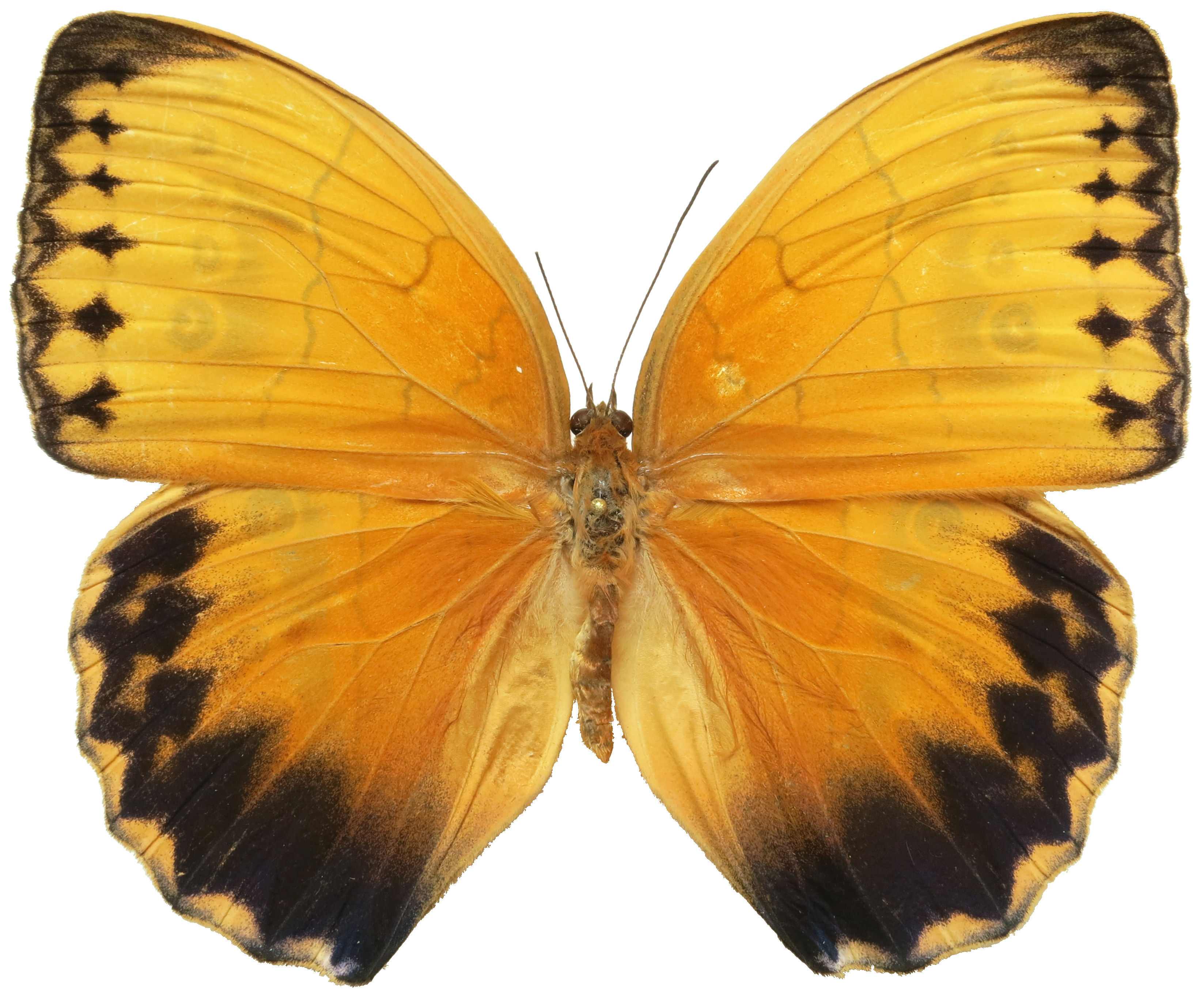
S. h. suffusa 雄 - 背視圖 - 雅安，四川, 中國

## 資料來源
1. 1 2  徐堉峰，梁家源，黃智偉，沈宗諭. . 農業部林業及自然保育署. 2021/12. ISBN 9786267100523.
2. ↑  徐堉峰. . 台中市: 晨星出版社. 2013. ISBN 978-986-177-668-2.

## 外部連結
- 维基共享资源上的相關多媒體資源：箭環蝶